# Tolulope Arotile
Tolulope Oluwatoyin Sarah Arotile (13 tháng 12 năm 1995 - 14 tháng 7 năm 2020) là nữ phi công lái máy bay trực thăng chiến đấu đầu tiên trong Không quân Nigeria.
Cô đã đóng góp đáng kể vào các hoạt động chống lại tình trạng bất ổn ở các bang phía bắc Nigeria. Arotile qua đời vì vết thương ở đầu trong một vụ tai nạn tại căn cứ Không quân Nigeria ở bang Kaduna vào ngày 14 tháng 7 năm 2020.

## Cuộc đời
Sinh ngày 13 tháng 12 năm 1995, Tolulope là con của Akintunde Arotile và vợ ông ở bang Kaduna. Arotile đã theo học Trường Tiểu học Không quân Kaduna từ năm 2000 đến năm 2005 và Trường Trung học Không quân, Kaduna từ năm 2005 đến năm 2011, trước khi cô được nhập học vào Học viện Quốc phòng Nigeria, Kaduna là thành viên của Khóa đào tạo chính quy thứ 64 vào ngày 22 tháng 9 năm 2012. Arotile được chọn vào Lực lượng Không quân Nigeria với tư cách là một sĩ quan phi công vào ngày 16 tháng 9 năm 2017 và có bằng Cử nhân Khoa học về toán học tại Học viện Quốc phòng Nigeria. Cô được chắp cánh với tư cách là nữ phi công trực thăng chiến đấu đầu tiên trong Không quân Nigeria vào ngày 15 tháng 10 năm 2019 (cùng với nữ phi công chiến đấu đầu tiên, Kafayat Sank) sau khi hoàn thành khóa huấn luyện bay ở Nam Phi. Hai năm trong sự nghiệp, Arotile đã có 460 giờ bay trực thăng, đây là một thành tích xuất sắc đối với một phi công chiến đấu. Cô đã tham gia các hoạt động chống lại nhóm khủng bố Boko Haram, và tổng thống Muhammadu Buhari đã bày tỏ sự tôn vinh cho kỹ năng và sự dũng cảm của cô. Trong cuộc chiến chống ISIS, cô đã được miêu tả là hiệu quả, chết chóc và "không hề sợ hãi".
Arotile đã có bằng phi công thương mại và cũng đã trải qua khóa huấn luyện bay chiến thuật trên trực thăng tấn công Agusta 109 Power ở Ý.

## Qua đời
Theo phát ngôn viên của Lực lượng Không quân Nigeria Ibikunle Daramola, Arotile qua đời vào ngày 14 tháng 7 năm 2020 do vết thương ở đầu trong một vụ tai nạn giao thông đường bộ tại Căn cứ Không quân Nigeria ở bang Kaduna, khi cô vô tình bị xe của một cựu thành viên Lực lượng Không quân, bạn học cấp hai tông phải khi anh ấy đang chào hỏi cô. Cách vụ tai nạn xảy ra đã khiến người dân Nigeria kêu gọi một cuộc điều tra thích đáng. Những người khác gọi vụ tai nạn này là "rất đáng ngờ".
Cô được an táng vào ngày 23 tháng 7 năm 2020 tại Nghĩa trang Quân đội, Đường Airport, Abuja, Nigeria. Không quân Nigeria tiết lộ rằng không có cuộc khám nghiệm tử thi nào được thực hiện đối với cô trước khi cô được chôn cất, vì hoàn cảnh xung quanh cái chết của cô rất rõ ràng và có những nhân chứng có mặt trong vụ tai nạn. Cơ quan chức năng cho biết gia đình muốn tiến hành nhanh chóng và không yêu cầu khám nghiệm tử thi, lưu ý rằng gia đình của cô tin tưởng vào cuộc điều tra của lực lượng chức năng. Cuộc điều tra sau đó được chuyển giao cho Lực lượng Cảnh sát Nigeria vào ngày 24 tháng 7 năm 2020.